# Turnera guianensis
Turnera guianensis är en passionsblomsväxtart som beskrevs av Jean Baptiste Christophe Fusée Aublet. Turnera guianensis ingår i släktet Turnera och familjen passionsblomsväxter. Inga underarter finns listade i Catalogue of Life.